# Via Tolosana

Itinerari del pellerrinaggio di San Giacomo in Francia.

La via Tolosana è il nome latino di uno dei quattro cammini in Francia del pellegrinaggio di San Giacomo di Compostela. Tracciato più meridionale dei quattro, esso passa per Tolosa, dalla quale il nome; tuttavia il suo punto di raccolta e di partenza si trova ad Arles, da cui il suo altro nome di via Arelatensis (cammino di Arles). L'itinerario passa anche per Saint-Gilles, da cui parimenti il nome di via Aegidiana (via di Saint-Gilles). 
La via Tolosana raggiunge la Spagna dopo aver attraversato i Pirenei al passo del Somport. Dal lato spagnolo, il Cammino continua sotto il nome di Camino Aragonés fino alla tappa di Puente la Reina. La congiunzione si fa allora con il Camino navarro, che non è altro che la continuità dei tre altri cammini principali partiti dalla Francia: la via Turonensis, la via Lemovicensis e la via Podiensis. Di là, il cammino prosegue sotto il nome di Camino Francés fino a Santiago di Compostela in Galizia.
La via Tolosana è segnata come sentiero di Grande randonnée n° 653 (GR 653).

## Storia e contesto dei Cammini di Compostela

### IlCodex Calixtiniusdi Aimery Picaud
Secondo il Capitolo Primo della Guida del Pellegrino di Aimery Picaud, quattro strade portano a Santiago di Compostela:
- la via Turonensis, che parte da Parigi e passa per Tours;
- la via Lemovicensis, che parte da Vézelay e passa per Limoges;
- la via Podiensis, che parte da Puy-en-Velay e passa da Cahors;
- la via Tolosana, che parte da Arles e passa da Tolosa.

Le prime tre vie si riuniscono a monte di Ostabat al crocevia di Xibaltarre. Ma secondo alcuni, la Via Turonensis e la Via Lemovicensis si riuniscono a Saint Palais, poco prima del Crocevia di Gibraltar a Ostabat, ove sono raggiunte infine dalla Via Podiensis, poi attraversano i Pirenei per il Passo di Roncisvalle prendendo il nome di Camino Navarro. Esse incontrano a Puente la Reina, in territorio spagnolo, la quarta via Françese che ha attraversato i Pirenei più a est attraverso il colle del Somport e percorso il Camino Aragonés. Di là, un itinerario principale conduce a San Giacomo: il Camino Francés. 
Le istruzioni della Guida del Pellegrino sono piuttosto sommarie; ciascuno faccia il proprio Cammino. Ai nostri giorni la segnaletica consente una migliore preparazione del viaggio.

### Descrizione storica generale
Alla partenza da Arles, la via Tolosana o via Arelatensis, che Aimery Picaud nella Guida del Pellegrino chiama via Aegidiana (la via di Sant'Egidio) accoglieva i pellegrini provenienti dall'Italia, dalle Alpilles e dalla Provenza, ma era utilizzata ugualmente, in senso inverso, dai romiti provenienti dalla Spagna o dalla Francia, che si recavano a Roma imboccando, dal lato italiano, la via Francigena.
Il suo nome è legato a quello della capitale della dinastia comitale dei Saint-Gilles, che, nel XII secolo, giocava un ruolo maggiore sulle terre di Linguadoca. 
Ricche di storia e unite da una stessa lingua, quella dei trovatori, queste terre videro svilupparsi una delle più brillanti civiltà del medioevo, come testimoniano, a fianco delle vestigia dell'antichità romana, città, monasteri e chiese romaniche che segnano il tracciato di questa via del sud, dominata dai castelli e dai feudi testimoni della tragedia càtara.
Essa è preceduta a nord-est dalla Via Domitia, che va dal Colle del Monginevro ad Arles, passando per Sisteron e Apt, chiamata anche dagli Italiani la Via Francigena, poiché essa passa in Francia. A est, essa fa seguito alla Via Aurelia, provenendo da Mentone e dall'Italia.
Vi era anche un cammino parallelo, il "cammino del piemonte pirenaico o el cami deu pé de la coste, che passa per Saint-Bertrand-de-Comminges, per raggiungere il passo del Somport.
Tutti questi cammini imboccano il Camino Aragones per raggiungere il Camino francés a Puente la Reina.

## Guida di Pèlerin d'Aimery Picaud
Nel XII secolo, nella sua Guida del Pellegrino, Aimery Picaud riporta le seguenti informazioni:

### Capitolo primo
I Cammini di San Giacomo
«Vi sono quattro strade che, portando a San Giacomo, si riuniscono in una sola a Puente la Reina, una passa per Saint-Gilles (du Gard), Montpellier, Tolosa, e il Somport, (...) » 

### Capitolo IV
Corpi santi che riposano sulla via di San Giacomo e che i Pellegrini devono visitare.
Coloro che vanno a San Giacomo seguendo la via di Saint-Gilles, devono rendere visita ad Arles, al corpo di san Trofimo, confessore, la cui festa si celebra il 29 dicembre, (...), al corpo del san Cesario, vescovo e martire, la cui ricorrenza si celebra il 1º novembre,  (...) e nel cimitero della stessa città le reliquie del vescovo sant'Onorato, celebrato in forma solenne il 16 gennaio, il corpo del santissimo martire Genesio.
Si deve anche rendere visita al venerato corpo di sant'Egidio, pio confessore e abate, (...) (a Saint-Gilles-du-Gard).
Essi devono rendere visita al corpo del beato confessore san Guglielmo, porta-insegne del re Carlomagno, nella valle di Gellona (a Saint-Guilhem-le-Désert), la cui festa si celebra il 28 maggio.
Sulla stessa via si deve rendere visita ai santissimi corpi dei santi martiri Tiberio, Modesto e Fiorenza (...) (a Saint-Thibéry); celebrati il 10 novembre.
Sulla medesima via si devono anche venerare i santissimi corpi di san Saturnino, vescovo e martire (...) della città di Tolosa, che viene celebrato il 29 novembre.

### Conclusione
Non esistono "cammini storici" propriamente detti. Nulla ne attesta, in certi casi, il passaggio dei pellegrini, se non fosse per la presenza del corpo di un santo, spesso legata a un pellegrinaggio locale, come quella di san Licerio o san Bertrando di Comminges, entrambi el cami deu pé de la coste.

## Il cammino contemporaneo

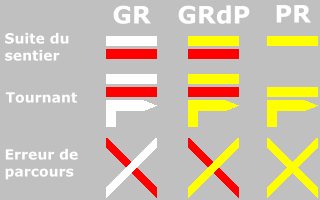
Indicazioni dei sentieri dei grande et petite randonnée.

L'itinerario del moderno cammino è segnalato secondo le regole dettate dalla Federazione francese delle escursioni a piedi (FFRP) per i sentieri di grande randonnée, cioè principalmente da due tratti di pittura rossa e bianca. 

La conchiglia stilizzata, simbolo dei cammini di Compostela.

La specificità culturale di questo itinerario si concretizza in punti d'informazione e in elementi di localizzazione complementari facenti chiaramente riferimento ai cammini di Compostela, come la conchiglia stilizzata. 
Nelle città, un sistema dotato di segnalazioni è talvolta costituito da motivi fissati a terra, come nel centro storico di Montpellier (Écusson), ove dei "chiodi" sono ornati da una conchiglia, con la citazione di San Giacomo Camin Roumieu.

### Itinerario principale

#### Bouches-du-Rhône
- Arles, chiesa di San Trofimo, il chiostro di San Trofimo, la chiesa di Notre dame de la Major, il convento dei Francescani, il teatro antico, l'anfiteatro, senza dimenticare gli Alyscamps.

#### Gard
- Saint-Gilles-du-Gard con la sua abbazia
- Vauvert
- Gallargues-le-Montueux

#### Hérault
- Lunel
- Castries

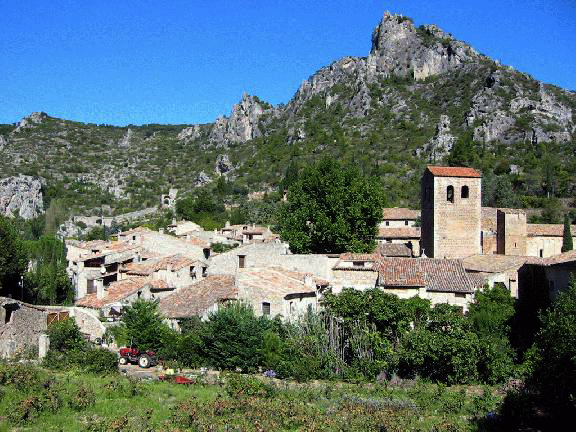
Saint-Guilhem-le-Désert.

- Montpellier, la cattedrale di San Pietro, L'Écusson
- Aniane, la sua abbazia e il Ponte del Diavolo
- Saint-Guilhem-le-Désert, la sua abbazia
- Montpeyroux
- Saint-Jean-de-la-Blaquière
- Usclas-du-Bosc, le sue 52 steli funerarie discoidali del XII secolo
- Saint-Privat, il priorato di Grandmont
- Lodève, la cattedrale di San Fulcrano
- Joncels, la sua abbazia
- Lunas, il suo castello-fortezza
- Le Bousquet-d'Orb, la chiesa di San Martino
- Saint-Gervais-sur-Mare
- Bédarieux, la chiesa di Sant'Alessandro, la chiesa di San Luigi
- Le Poujol-sur-Orb
- Olargues; altro Ponte del Diavolo

#### Tarn
- Murat-sur-Vèbre
- Fraisse-sur-Agout (Hérault)
- La Salvetat-sur-Agout (Hérault)
- Anglès
- Brassac

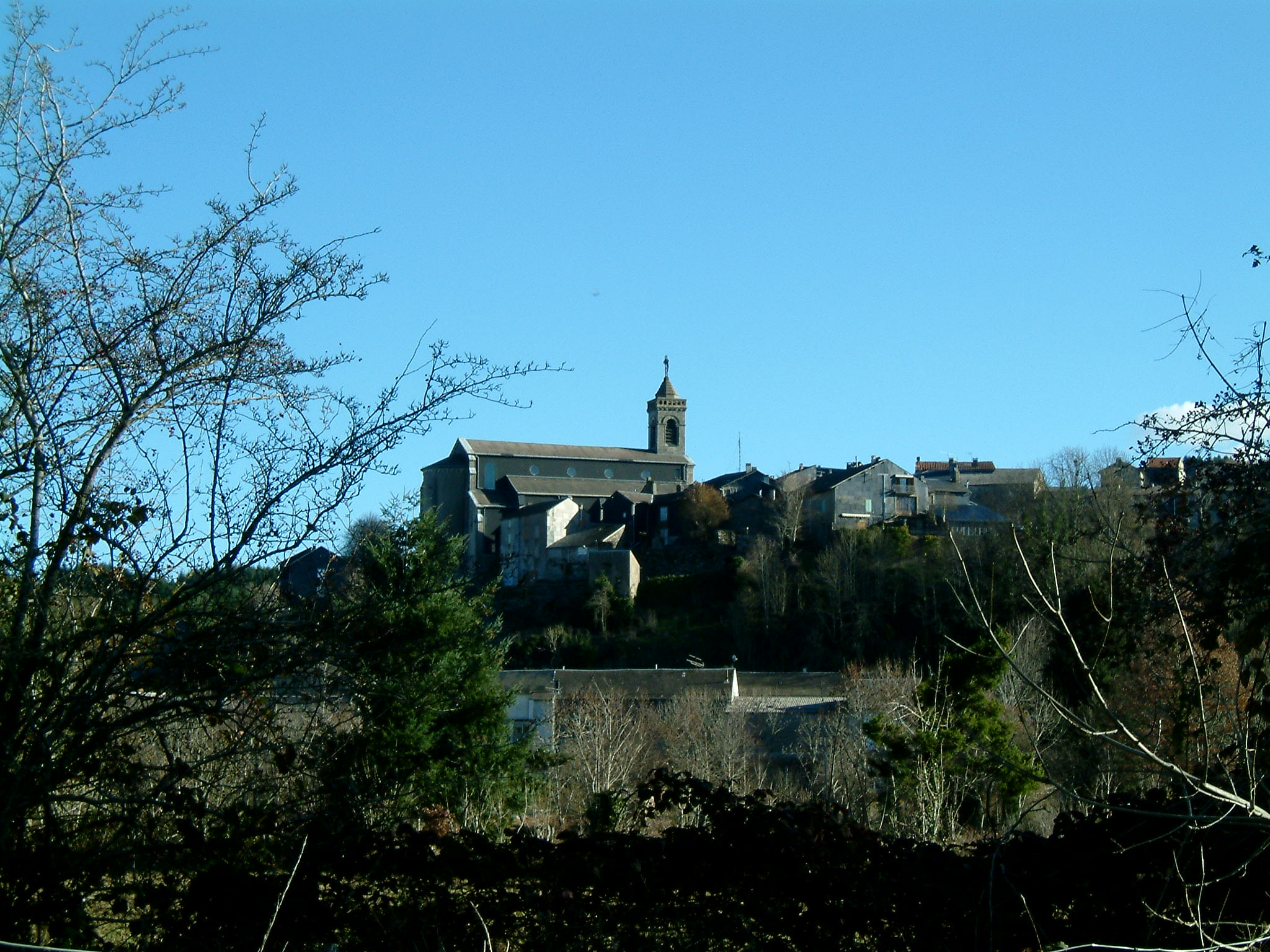
La Salvetat-sur-Agout.

- Burlats, l'antica collegiale di San Pietro
- Castres e le sue case sull'Agout
- Soual
- Dourgne e le sue abbazie
- Sorèze, l'antico ostello Saint-Jacques

#### Alta Garonna
- Revel, le sue halle
- Montmaur (Aude)

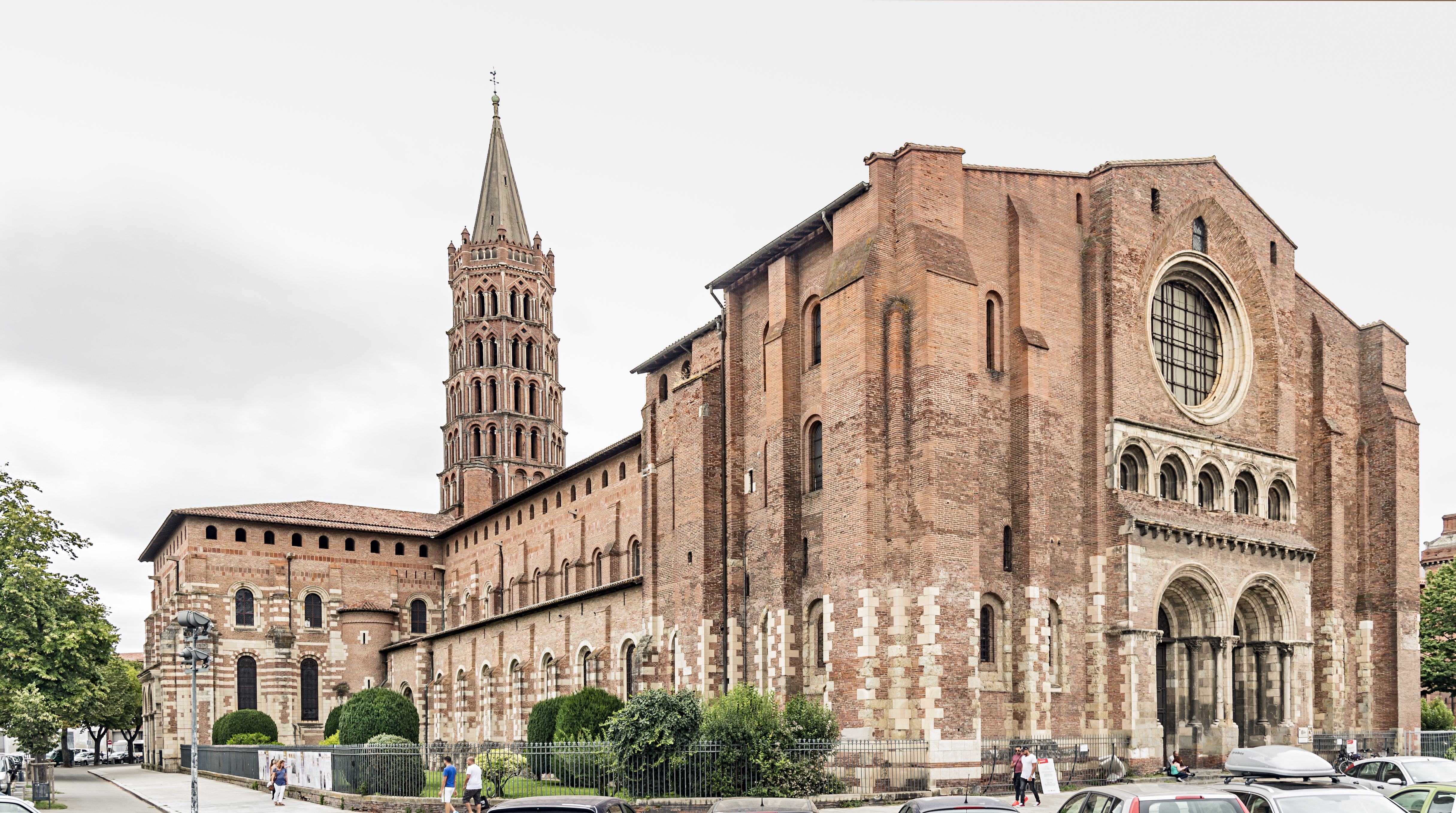
Tolosa, basilica di Saint Sernin.

- Saint-Félix-Lauragais, la chiesa di San Felice
- Les Cassés (Aude), le sue stele
- Seuil-de-Naurouze
- Montferrand (Aude)
- Villefranche-de-Lauragais, bastide del XII secolo
- Baziège, la chiesa di Saint-Étienne
- Escalquens
- Labège
- Tolosa, la Basilica di Saint-Sernin, la cattedrale di Santo Stefano, la chiesa di Notre-Dame du Taur, la Basilica di Notre-Dame de la Daurade, la chiesa conventuale dei Domenicani e il suo chiostro, il Convento degli Agostiniani, la chiesa di San Pietro dei Cuisines, la chiesa di Sant'Albino, la chiesa di San Nicola, la chiesa di Notre-Dame de la Dalbade, la piazza del Campidoglio, la Sala degli Illustri e l'Ospedale San Giuseppe de la Grave.
- Colomiers
- Pibrac, la chiesa di Santa Maria Maddalena , la Basilica e la casa di Santa Germana
- Foresta di Bouconne

#### Gers

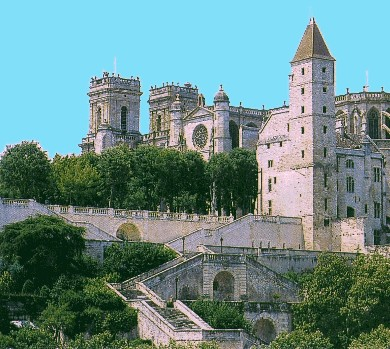
Auch e la sua cattedrale.

- L'Isle-Jourdain, l'antico Ospizio Saint-Jacques
- Gimont, l'abbazia di Planselve, la chiesa di Notre-Dame de Gimont
- Aubiet
- l'Isle-Arné
- Auch, la cattedrale di Santa Maria
- Barran, la chiesa di San Giovanni Battista
- L'Isle-de-Noé
- Montesquiou, l'Ospedale San Biagio
- Bassoues
- Marciac

#### Alti Pirenei
- Maubourguet
- Larreule

#### Pirenei Atlantici
- Anoye
- Morlaàs, la chiesa di Sainte-Foy
- Lescar

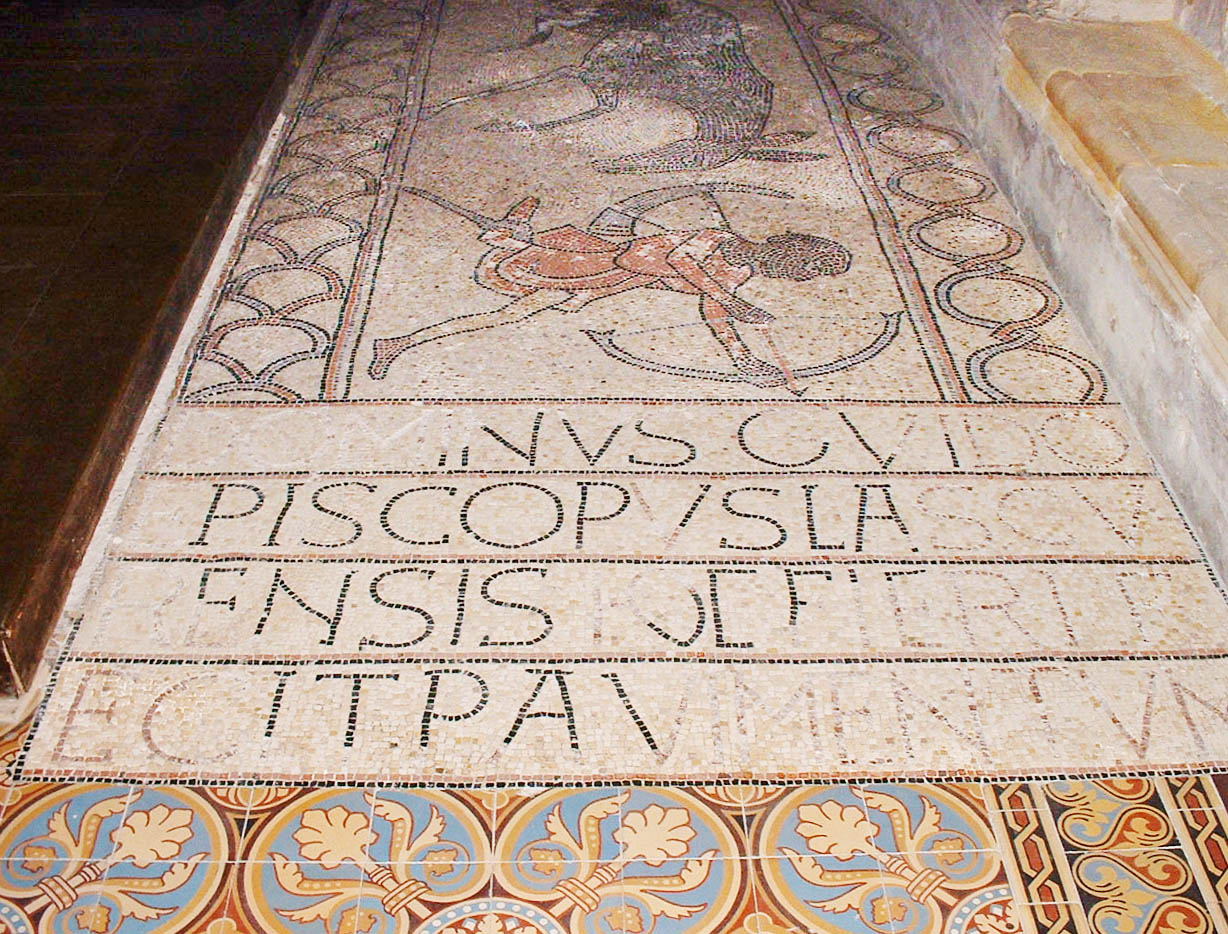
Lescar, mosaici della cattedrale.

- Lacommande, la chiesa di San Biagio
- Oloron-Sainte-Marie, la cattedrale di Santa Maria, l'a chiesa di Santa Croce di Oloron; ramo verso la congiunzione degli altri tre cammini francesi a Ostabat, via L'Hôpital-Saint-Blaise
- Lurbe-Saint-Christau
- Escot
- Sarrance, Notre-Dame de Sarrance
- Accous
- Lescun
- Il passo del Somport

### Variante per Carcassonne

#### Hérault
- Pézenas, l'hôtel consolare, la casa dei cavalieri di San Giovanni di Gerusalemme
- Saint-Thibéry
- Béziers, la cattedrale Saint-Nazaire, la chiesa di Saint-Jacques, la chiesa della Maddalena e il canal du Midi

#### Aude

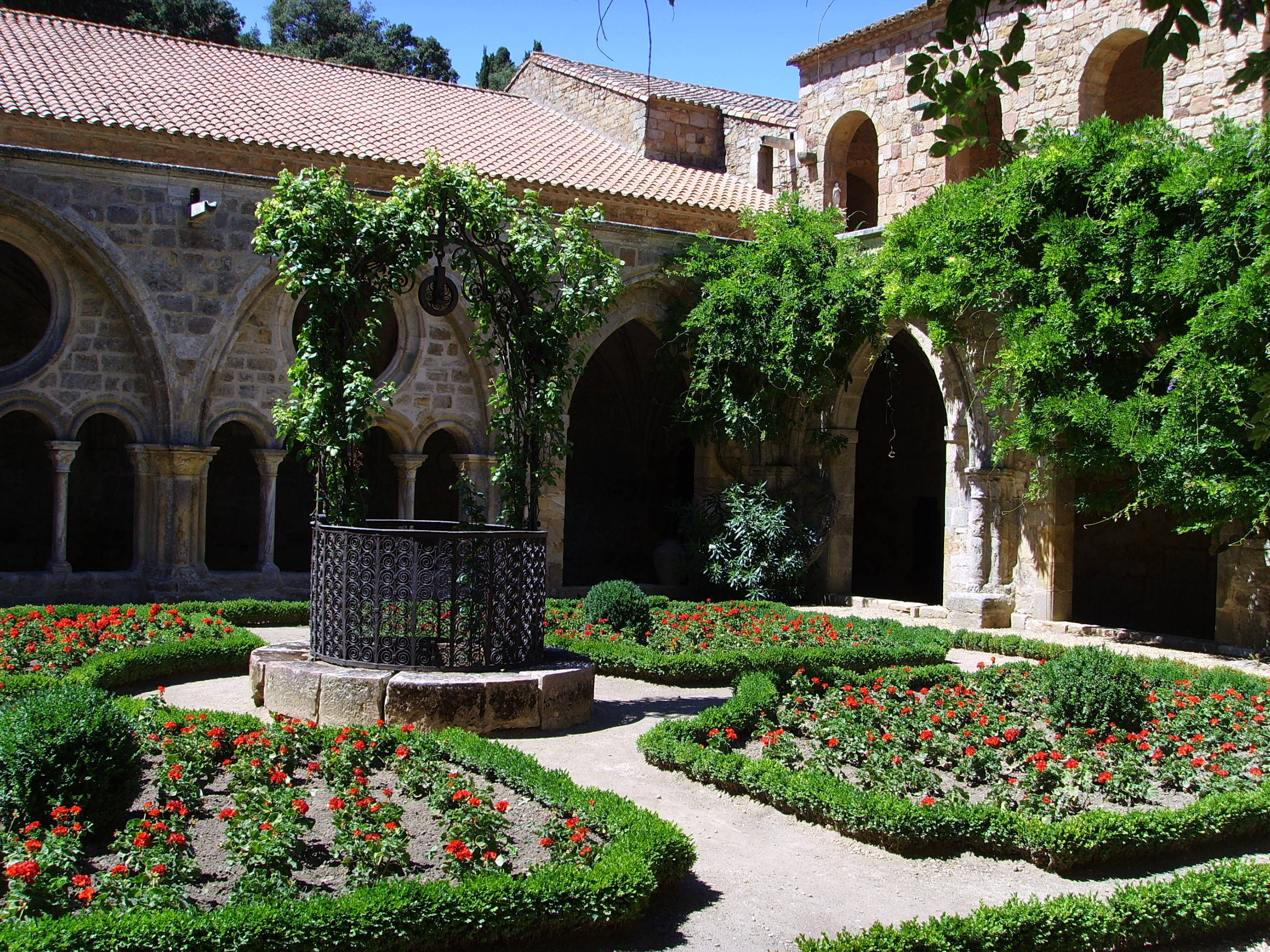
Chiostro e fontana dell'abbazia di Fontfroide.

- Narbona, la cattedrale di San Giusto, l'antico Palazzo arcivescovile di Narbona e la basilica di Saint-Paul-Serge
- L'Abbazia di Sainte-Marie de Fontfroide
- Lézignan-Corbières
- Trèbes
- Carcassonne, la chiesa di Saint-Nazaire e le sue fortificazioni
- Pezens, la cappella di Santa Maddalena
- Villesèquelande, la sua casa presbiteriale del XII secolo
- Sainte-Eulalie
- Bram
- Saint-Papoul, l'antica abbazia benedettina
- Castelnaudary, la collegiale di San Michele
- Montferrand e il sito di Elusiodonum

#### Alta Garonna
- Avignonet-Lauragais

## Tracciati della Via Tolosana

### Tracciato dell'itinerario principale
Il tracciato dell'itinerario principale della via Tolosana può essere scomposto in otto grandi tronconi, congiunti in punti di tappa importanti :
1. Arles - Montpellier[9]
2. Montpellier - Lodève[10]
3. Lodève - Castres[11]
4. Castres - Tolosa[12]
5. Tolosa - Auch[13]
6. Auch - Maubourguet[14]
7. Maubourguet - Oloron-Sainte-Marie[15]
8. Oloron-Sainte-Marie - Passo del Somport[16]

### Tracciato della variante sud per Carcassonne
Questa variante alla partenza di Montpellier imbocca la prima parte della futura "via dei pié dei monti" fino a Carcassonne. Se ne separa in seguito, con un tratto obliquo verso Nord-Ovest, per ritrovare l'itinerario principale a Montferrand.